# Leuchtturm Kołobrzeg
Der Leuchtturm Kołobrzeg (auch Leuchtturm Kolberg, polnisch latarnia morska Kołobrzeg) ist das Wahrzeichen der Stadt Kołobrzeg an der polnischen Ostseeküste. Der 1945 neu erbaute Leuchtturm ist 26 m hoch und steht am rechten Ufer der Persante auf dem Rondell Fort Münde, das Teil der Befestigungsanlagen des alten Kolberg war.
Er befindet sich zwischen dem Leuchtturm Niechorze (Groß-Horst) im Westen und dem Leuchtturm Gąski (Funkenhagen) im Osten.

## Geschichte

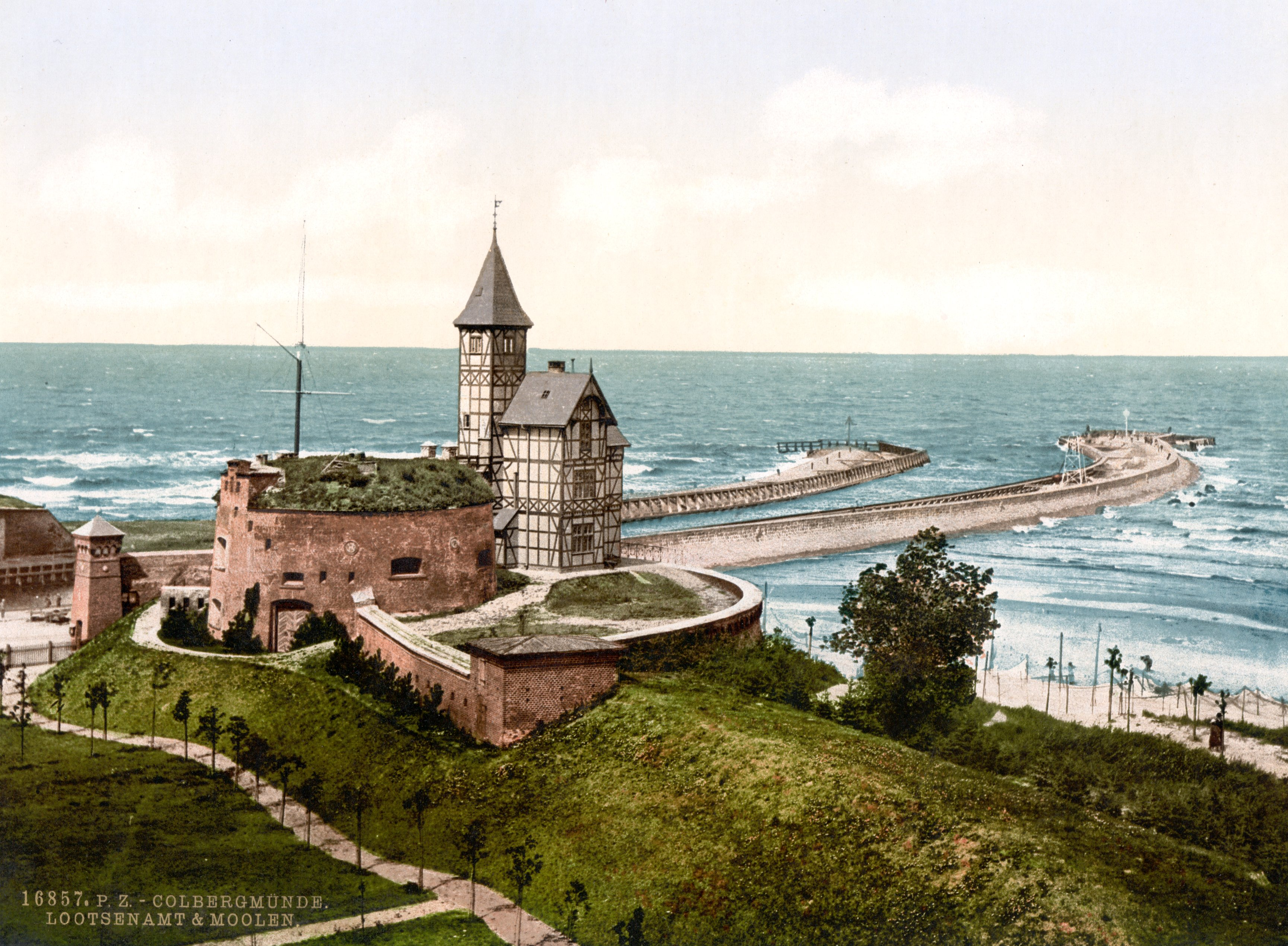
Der Leuchtturm von Kolberg zwischen 1899 und 1909

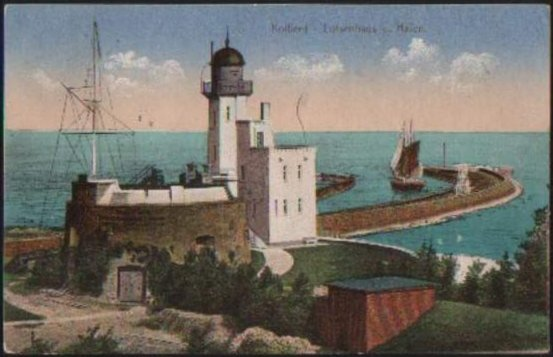
Der Leuchtturm von Kolberg zwischen 1909 und 1945

Als nach dem Verfall im Dreißigjährigen Krieg die Hafenanlagen Kolbergs ausgebessert wurden, entstand 1666 der erste Leuchtturm an der Mündung der Persante. Sein Licht wurde aber nur im Bedarfsfall bei der Annäherung von Schiffen entzündet. Schon um 1700 war er nicht mehr in Betrieb, und man begnügte sich damit, im Herbst Laternen auf die Molen zu setzen, wenn Schiffe erwartet wurden. Erst seit 1866 gab es am Beginn der östlichen Mole ein durchgängig betriebenes Leuchtfeuer mit einer Fresneloptik und einer Tragweite von fünf Seemeilen. Quelle des Lichts war eine Öllampe mit einem jährlichen Verbrauch von 77 Litern Rapsöl. 1896 wurde die Tragweite durch den Einbau einer neuen Fresnellinse 5. Ordnung mit einer Brennweite von 250 mm auf sechs Seemeilen vergrößert. Die Farbe des Lichts wurde dabei auf Rot umgestellt.
Im Jahr 1899 wurde auf der Schanze des in den 1770er Jahren errichteten und in den 1830ern modernisierten Fort Münde der Festung Kolberg eine Lotsenstation errichtet. Westlich schloss sich ein 25 m hoher Leuchtturm in Fachwerkbauweise mit Schindeldach an. Sein Feuer befand sich in einer Höhe von 14 m und reichte an der Treptower Küste acht Seemeilen weit. Schon zehn Jahre später wurde der Leuchtturm an gleicher Stelle durch einen massiven achteckigen Ziegelbau mit gelber Fassade ersetzt. Gleichzeitig erfolgte die Umstellung auf Gasglühlicht. Bei einer Feuerhöhe von 25 m über dem Meer betrug die Tragweite jetzt zwölf Seemeilen. Während der Belagerung Kolbergs im Zweiten Weltkrieg ließ der deutsche Hafenkommandant den Leuchtturm und die Lotsenstation am 13. März 1945 sprengen, um der feindlichen Artillerie ihren Orientierungspunkt beim Beschuss des Hafens zu nehmen.
Der neue Leuchtturm war eines der ersten Gebäude, die in der zu über 90 % zerstörten Stadt errichtet wurden. Man setzte ihn direkt auf das Gewölbe von Fort Münde, einige Meter von seinem bisherigen Standort entfernt. Von 1979 bis 1981 wurde der Turm bautechnisch überholt und bekam eine moderne Optik.

## Beschreibung
Der heutige Leuchtturm ist aus Abbruchsteinen gemauert und passend zum Fort Münde rot verklinkert. Den runden Turm schließt oben eine doppelte umlaufende Galerie ab. Das weiße Laternenhaus mit schwarzem Dach wird von acht weißen Säulen getragen, die auf der obersten Plattform des Turms stehen. Das Feuer wird seit 1981 von zwei um 36° versetzt übereinander montierten PRB-21 Scheinwerferpaneelen mit je 5×2 200-W-Halogenlampen erzeugt. Bei zwei Umdrehungen dieser Anordnung pro Minute entsteht die Kennung des Feuers – eine Sekunde Licht, zwei Sekunden Pause. Das Feuer bestrahlt einen Sektor von 79,5° bis 242° und hat eine Tragweite von 16 Seemeilen.
Der Leuchtturm dient heute auch als Aussichtsturm und kann von Besuchern bis zur ersten Galerie bestiegen werden. In den Räumen von Fort Münde befinden sich ein Mineralienmuseum (Muzeum minerałów) und eine Gaststätte, die auch für Musikveranstaltungen genutzt wird.
Seit dem 1. April 2020 ist für den Betrieb und die Unterhaltung das Seeamt in Stettin zuständig.

## Philatelistische und numismatische Würdigung
Im Jahr 2007 gab die polnische Post den zweiten Briefmarkenblock einer neuen Serie mit Leuchttürmen der polnischen Küste heraus. Die Marke mit dem Nominalwert von 3 zł zeigt den Leuchtturm von Kołobrzeg.
Ebenso findet sich eine Abbildung auf einer 2-zł-Umlauf-Münze von 2005 und in einer Serie von acht Leuchttürmen von lokalen Verwaltungen Münzen von 2008, z. B. im Wert 7 Kołobrzeżanek.